# Джованні Антоніо Больтраффіо
Джованні Антоніо Больтраффіо (італ. Giovanni Antonio Boltraffio; 1466 або 1467, Мілан — 1516, там само) — італійський художник Високого Відродження.

## Біографія і творчість
Вазарі повідомляє, що художник походив з аристократичної родини. Вихований у традиціях Фоппе, Бернардо Дзенале та Амброджо Бергоньоне, він пройшов навчання в майстерні Леонардо да Вінчі. Його перший твір «Воскресіння Христа, святий Леонард і свята Лючія» виконаний у 1491 році спільно з Марко д'Оджоно для міланської церкви Сан-Джованні-Сул-Муро, зараз картина зберігається в Берлінській картинній галереї.
Художник працював у Болоньї, потім у Римі. Був придворним художником Лодовіко Моро й славився насамперед своїми психологічними портретами. Від Леонардо майстер перейняв насамперед композиційні й фізіогномічні характеристики, а також знаменитий прийом сфумато, що надає такої особливої двозначності портретові Мони Лізи.
Помер у віці 49 років і був похований на кладовищі церкви Святої Паули в Коміто.
Деякі мистецтвознавці припускають, що фігура немовляти на картині Леонардо да Вінчі «Мадонна Літта» написана можливо Больтраффіо.

## Галерея

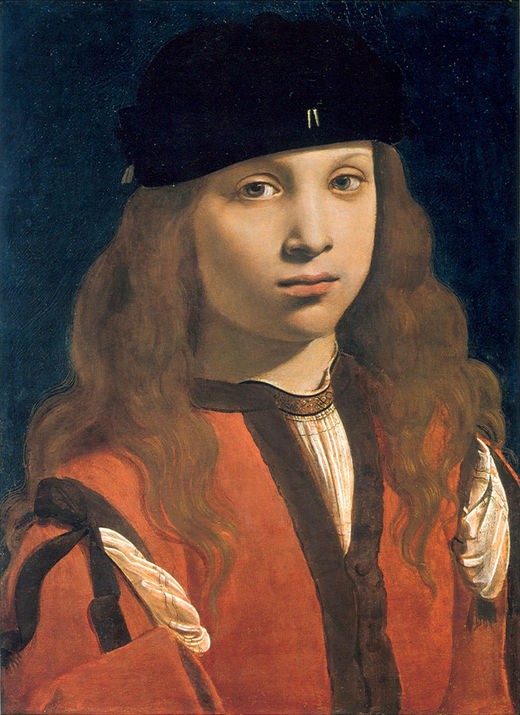
«Портрет юнака», 1495-1498, Національна галерея мистецтв, Вашингтон
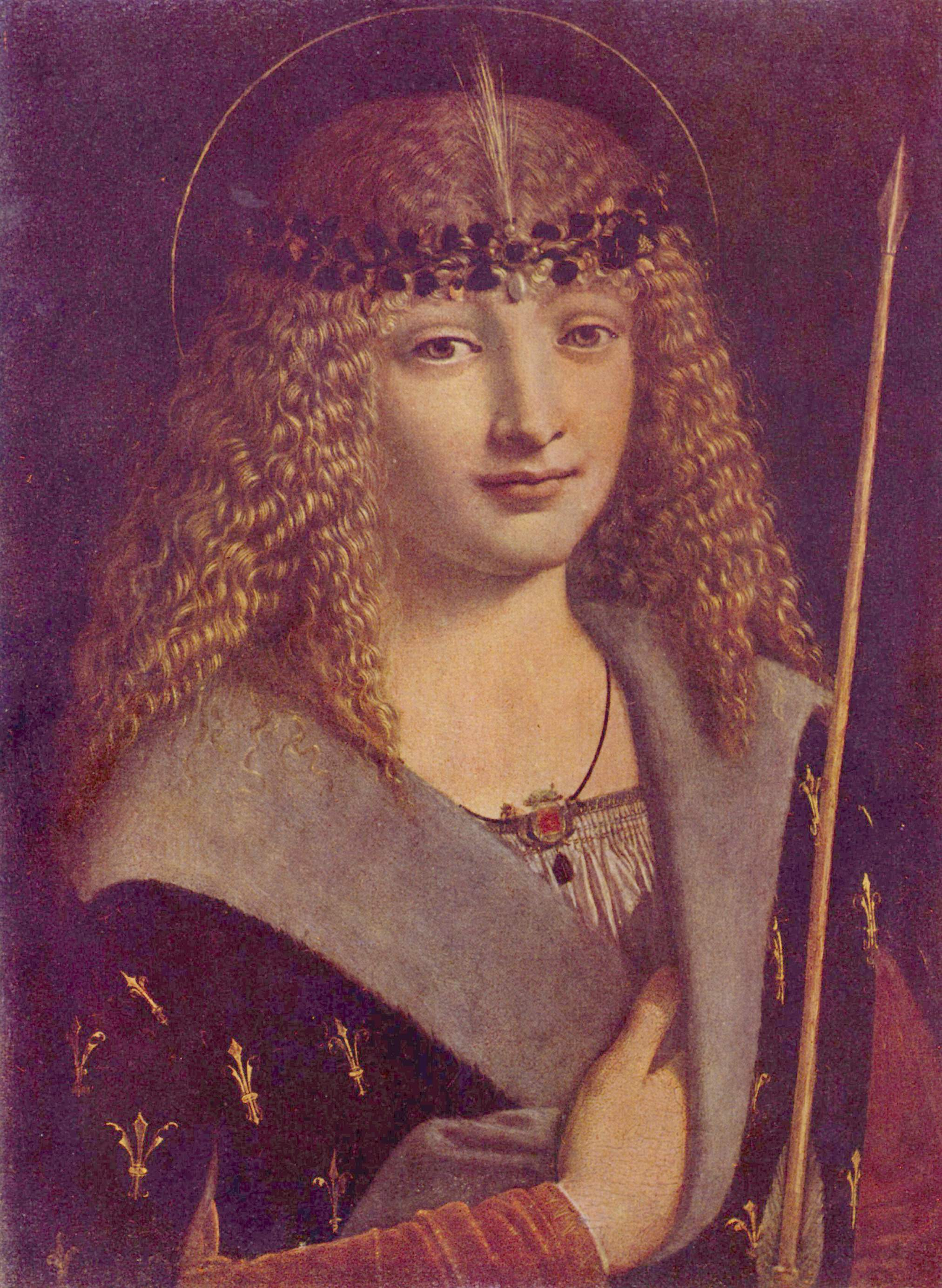
«Святий Себастьян», бл. 1500,  Державний музей імені Пушкіна, Москва
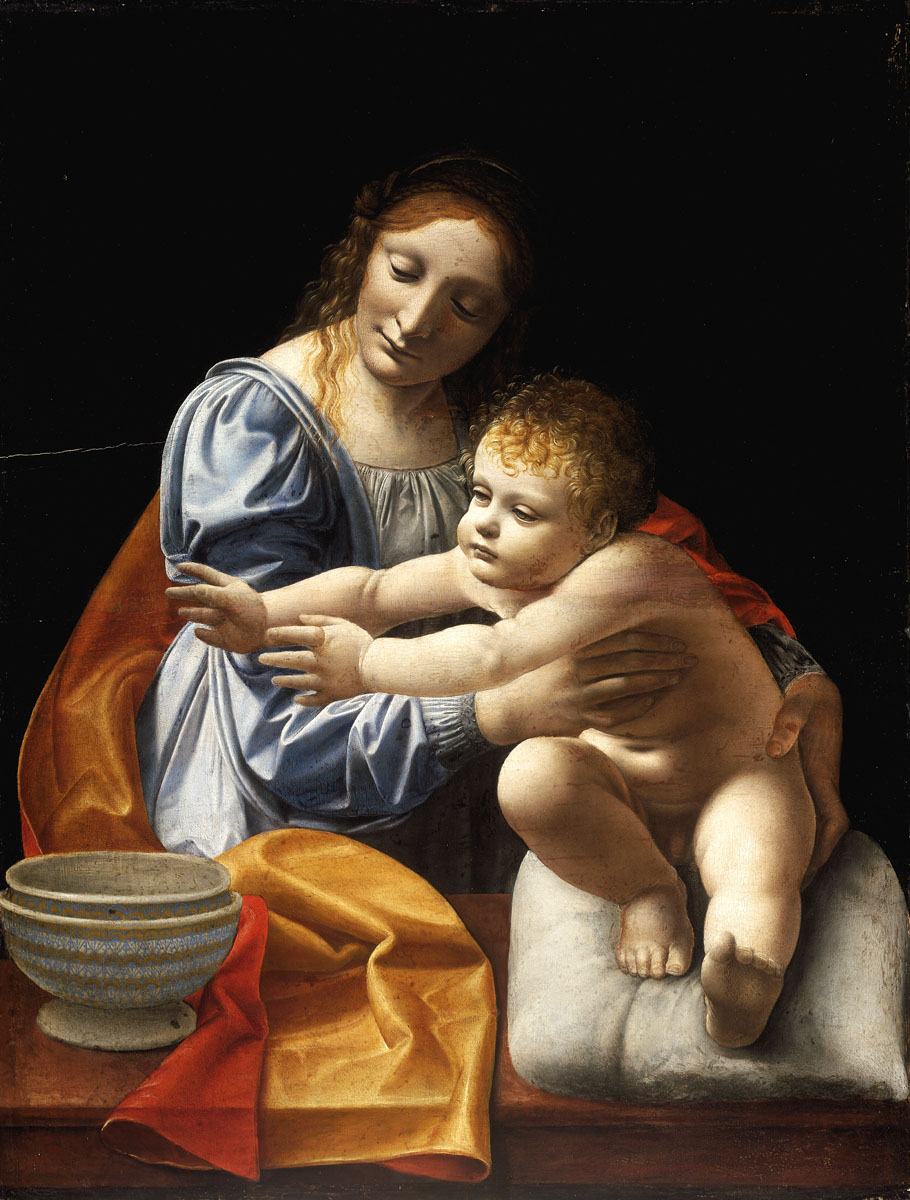
Мадонна з немовлям, бл. 1490, Музей образотворчих мистецтв Будапешт
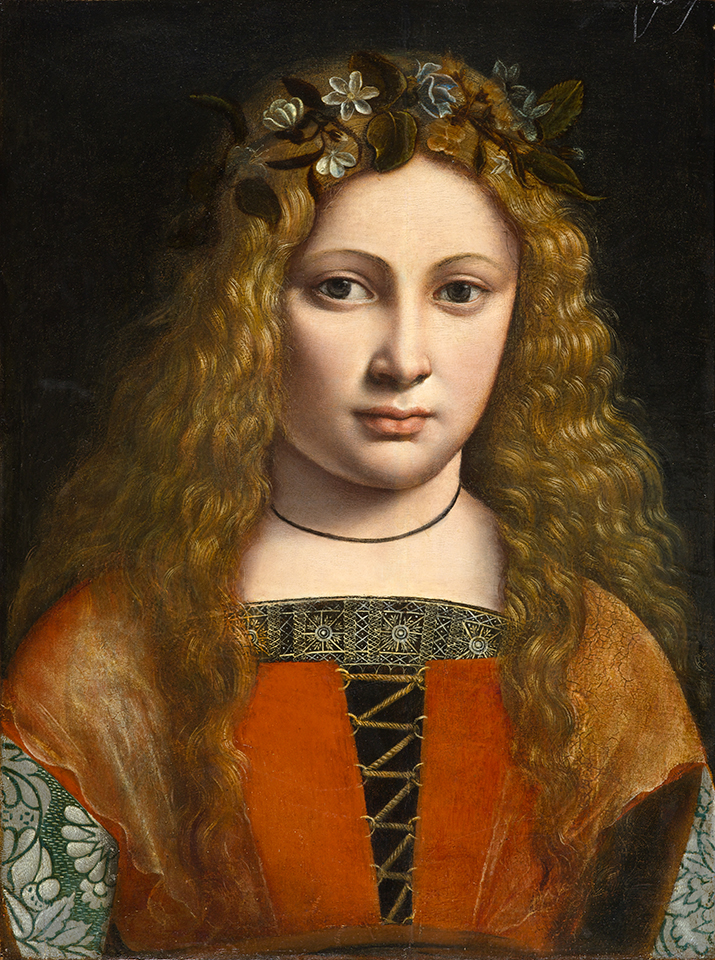
Молода дівчина у вінку з квітів, недатована, Художній музей Північної Кароліни, Ралі
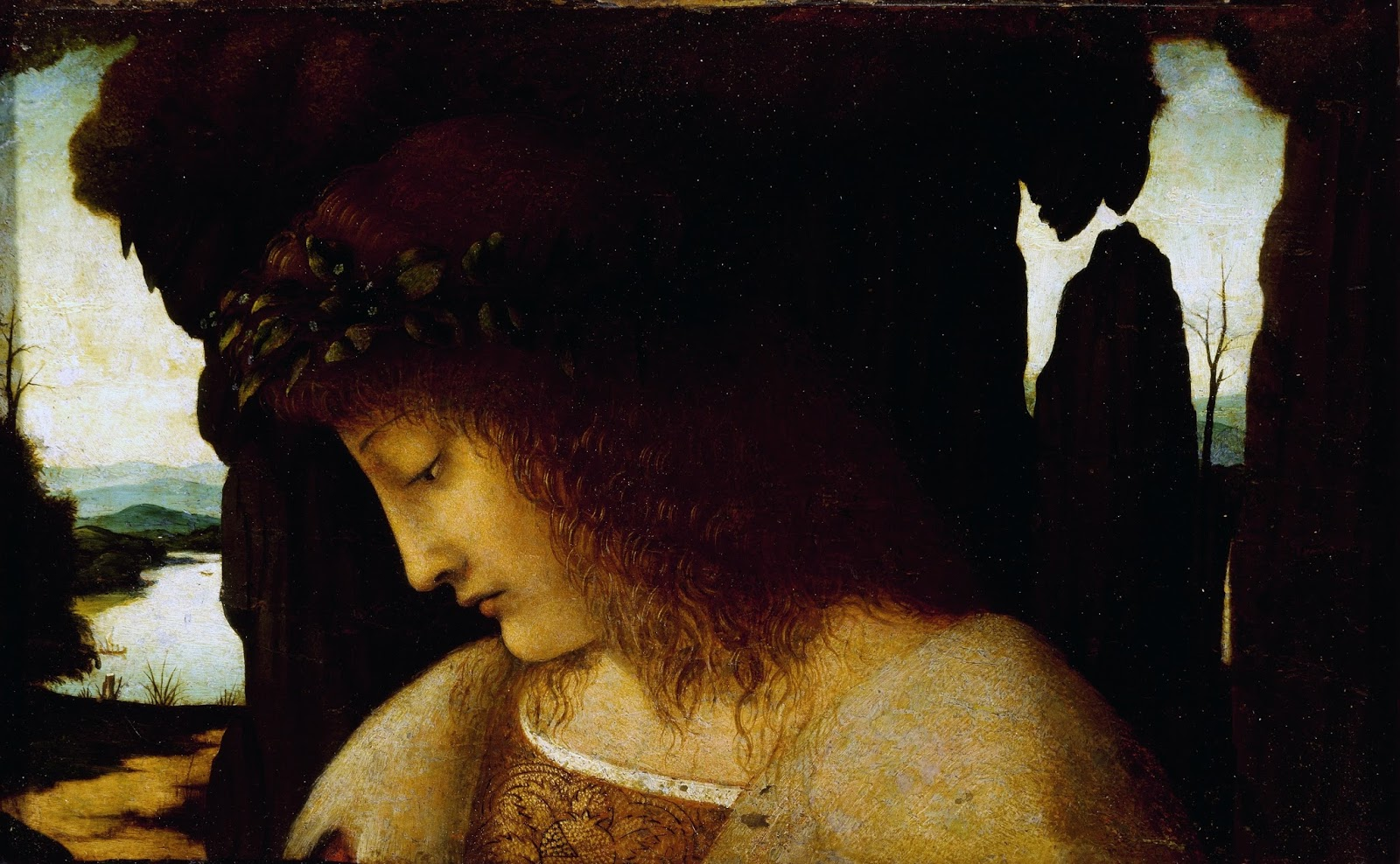
«Нарцис біля джерела», недатована, Галерея Уффіці, Флоренція
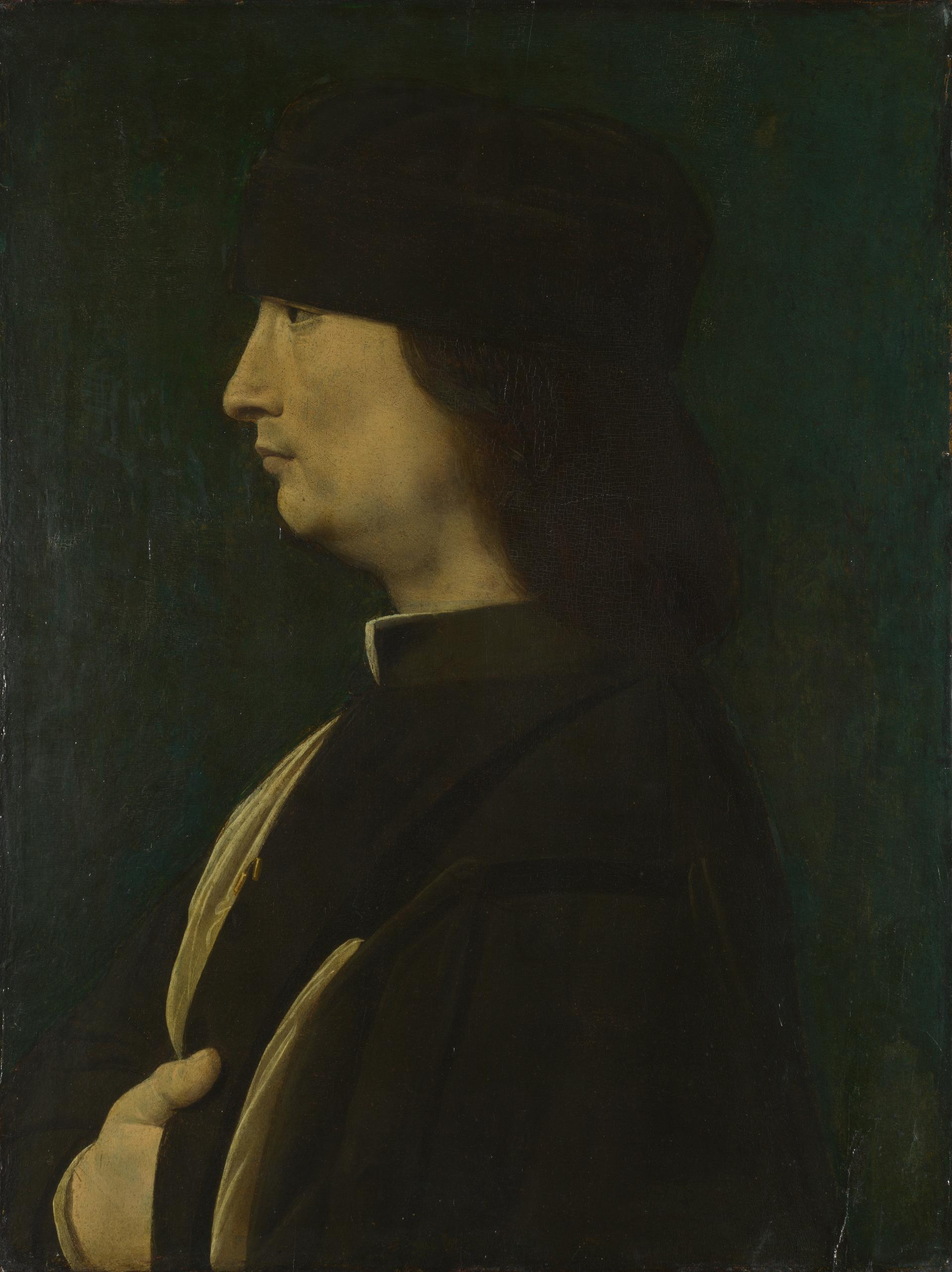
«Чоловік у профіль», між 1498 та 1516, Національна галерея, Лондон